# Малоямальське газоконденсатне родовище
Малоямальське газоконденсатне родовище — одне одне з родовищ півострова Ямал у Тюменській області Росії. За розміром воно значно поступається таким унікальним родовищам Ямалу як Бованенківське чи Харсавейське, проте у випадку підтвердження попередньо оцінених ресурсів все рівно потрапить за міжнародною класифікацією до розряду гігантських (запаси перевищують 85 млрд м³).

## Опис
Родовище розташоване в 580 км від Салехарду у південній частині півострова Ямал, неподалік мису Кам'яний. Воно було відкрите свердловиною № 1, пробуреною Ямальською геологорозвідувальною експедицією об'єднання «Главтюменьгеологія» у 1975 році. У межах родовища виявлені один газовий та два газоконденсатні поклади. Колектор — пісковик із лінзовидними вкрапленнями глин.
Запаси Малоямальського родовища за російською класифікаційною системою складають по категоріях С1+С2 161 млрд м³ газу та 14,4 млн тонн конденсату.
Ліцензію на геологічне вивчення та розробку родовища у 2010 році придбала компанія «Новатек», найбільший приватний виробник газу в Росії. Станом на 2016 рік родовище не розробляється.